# Túmulo dos Patriarcas

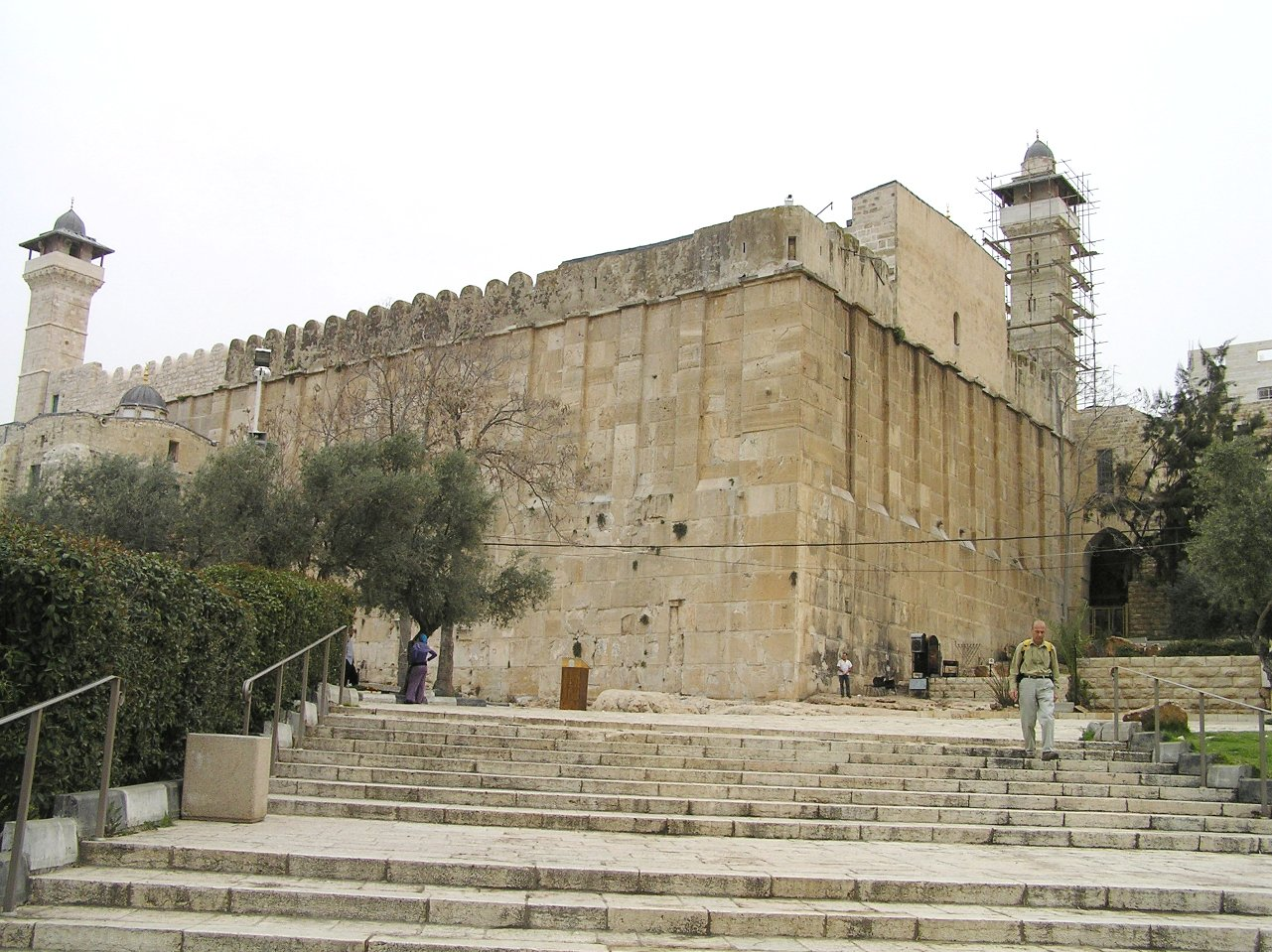
Túmulo dos Patriarcas, visto do lado sul da mesquita

O Túmulo dos Patriarcas é considerado como um centro espiritual da antiga cidade de Hebrom, situada na Samaria, no coração da antiga Judeia e sob jurisdição, hoje em dia, da Autoridade Palestina. 
O lugar é chamado Me-arat Hamachpelah (em hebraico: מערת המכפלה), que significa «o túmulo das duplas sepulturas». De facto, segundo as escrituras judaica, o túmulo esconde sepulturas duplas, que estariam enterrados quatro pares de casais bíblicos importantes: (1) Adão e Eva; (2) Abraão e Sara; (3) Isaac e Rebeca; (4) Jacó e Lia.
Em árabe, o lugar é chamado «Haram el-Khalil» (الحرم الإبراهيمي), que significa «lugar sagrado do amigo (de Deus)» que designa Abraão. Ou simplesmente «al Magr» (المغارة‎, «o túmulo»).